# FC Hradec Králové
Maillots
Actualités
Le FC Hradec Králové est un club tchèque de football basé à Hradec Králové.

## Historique
- 1905 : fondation du club sous le nom de SK Hradec Králové
- 1948 : le club est renommé Sokol Hradec Králové
- 1949 : le club est renommé Sokol Skoda
- 1953 : le club est renommé DSO Spartak Hradec Králové
- 1961 : 1re participation à une Coupe d'Europe (C1, saison 1960/61), le club est battu en quart de finale par le FC Barcelone (0-4, 1-1)
- 1976 : le club est renommé TJ Spartak ZVU Hradec
- 1989 : le club est renommé RH Spartak ZVU Hradec Králové
- 1990 : le club est renommé SKP Spartak Hradec Králové
- 1992 : le club est renommé SKP Fomei Hradec Králové
- 1994 : le club est renommé SK Hradec Králové
- 1994 : 1re participation au Championnat de Tchéquie
- 2005 : le club est renommé FC Hradec Králové

## Bilan sportif

### Palmarès
- Championnat de Tchécoslovaquie
  - Champion : 1960

- Coupe de Tchéquie
  - Vainqueur : 1995

- Championnat de Tchéquie de deuxième division
  - Champion : 2001, 2010 et 2021

### Bilan européen
Note : dans les résultats ci-dessous, le score du club est toujours donné en premier
| Saison    | Compétition               | Tour                | Club          | Domicile             | Extérieur            | Total                |
| --------- | ------------------------- | ------------------- | ------------- | -------------------- | -------------------- | -------------------- |
| 1960-1961 | Coupe des clubs champions | Seizièmes de finale | CCA Bucarest  | Victoire par forfait | Victoire par forfait | Victoire par forfait |
| 1960-1961 | Coupe des clubs champions | Huitièmes de finale | Panathinaïkos | 1 - 0                | 0 - 0                | 1 - 0                |
| 1960-1961 | Coupe des clubs champions | Quarts de finale    | FC Barcelone  | 1 - 1                | 0 - 4                | 1 - 5                |
| 1995-1996 | Coupe des coupes          | Seizièmes de finale | FC Vaduz      | 9 - 1                | 5 - 0                | 14 - 1               |
| 1995-1996 | Coupe des coupes          | Huitièmes de finale | FC Copenhague | 5 - 0                | 2 - 2                | 7 - 2                |
| 1995-1996 | Coupe des coupes          | Quarts de finale    | Dynamo Moscou | 1 - 0 ap             | 0 - 1                | 1 - 1 (1 - 3 tab)    |
| 1998      | Coupe Intertoto           | Premier tour        | CS Hobscheid  | 2 - 1                | 0 - 0                | 2 - 1                |
| 1998      | Coupe Intertoto           | Deuxième tour       | Debrecen VSC  | 1 - 1                | 0 - 0                | 1 - 1E               |
| 1999      | Coupe Intertoto           | Premier tour        | FK Homiel     | 1 - 0                | 0 - 1 ap             | 1 - 1 (1 - 3 tab)    |

Légende
- Victoire ou qualification pour le tour suivant
- Match nul
- Défaite ou élimination de la compétition